# Белл, Крис
Кристофер Брэнфорд Белл (англ. Christopher Branford Bell; 12 января 1951, Мемфис, Теннесси — 27 декабря 1978, Мемфис, Теннесси) — американский певец, музыкант, композитор и автор песен. 
В 1971 году, вместе с Алексом Чилтоном он создал пауэр-поп группу Big Star.

## Биография
Родился 12 января 1951 года в Мемфисе, штате Теннесси, США.
До своей более известной карьеры в 1970-х вместе с Алексом Чилтоном, Белл играл в нескольких гаражных группах в Мемфисе, начиная с 1960-х годов. Музыку он начал осваивать с двенадцатилетнего возраста, находясь под сильным воздействием The Beatles и других исполнителей британского вторжения, таких как The Yardbirds и The Who. В одной из своих первых групп Белл сотрудничал с местными музыкантами Ричардом Розбро и Терри Мэннингом, с которыми поддерживал контакты на протяжении всей своей музыкальной карьеры.
В 1964 и 1965 годах Белл был соло-гитаристом в группе Jynx (которое название было игрой слов на The Kinks), вдохновленной британским музыкальным движением, вместе с местными артистами, включая вокалиста Майка Харриса и других. Среди ведущих исполнителей, участвовавших в некоторых выступлениях Jynx, были подростки Эймс Йейтс и Вэнс Александр. Чилтон, часто приходивший на концерты группы, вскоре присоединился к Box Tops, так как Jynx распались в 1966 году. Во второй половине 1960-х годов Белл продолжал свою деятельность в Мемфисе, включая работу в психоделической рок-группе Christmas Future с Мэннингом и Стивом Ри. В конце 1960-х, после окончания университета в Ноксвилле, он сосредоточился на написании оригинальных композиций и начал записываться в студии под руководством Мэннинга.
Группа, которая впоследствии стала известна как Big Star, появилась на основе двух музыкальных проектов, созданных Беллом в конце 60-х, когда он активно выступал и записывался в составах Icewater и Rock City. Эти группы отличались постоянно меняющимся составом музыкантов, в числе которых были Джоди Стивенс, Терри Мэннинг, Том Юбэнкс, Энди Хаммел, Ричард Роузбро, Вэнс Александр и Стив Ри. Записи этих коллективов можно найти в разных сборниках, таких как Rockin' Memphis 1960's–1970's Vol. 1, Rock City (2003) и Looking Forward: The Roots of Big Star (2017).
Через несколько месяцев после начала выступлений Белл пригласил Чилтона присоединиться к ним. В итоге, при записи демо и треков для своего дебютного альбома, они выбрали название «Big Star». Первоначальный состав группы включал Белла (гитара, вокал), Чилтона (гитара, вокал), Хаммела (бас, вокал) и Стивенса (ударные, вокал). Множество песен было написано Беллом и Чилтоном, с периодическим вкладом Хаммела и Стивенса. Мэннинг играл на клавишных, а для записи были приглашены несколько сессионных музыкантов.
Совместно с Джоном Фраем, основателем Ardent Studios, и звукорежиссером Терри Мэннингом, Беллу приписывают значительную работу по микшированию и звукозаписи их первого альбома #1 Record. После его коммерческой неудачи, частично из-за неудачного маркетинга со стороны дистрибьютора Stax, Белл покинул группу в 1972 году. С тех пор он боролся с депрессией и проблемами с алкоголем и наркотиками, также углубившись в христианство.

### Личная жизнь
В начале своей карьеры в конце 1960-х, Белл был фотографом-любителем и создавал гравюры в стиле обложек альбомов Джими Хендрикса. Он боролся с подавленным сексуальным влечением к мужчинам и гомофобией, обратившись к христианству в позднем возрасте. В течение жизни он сталкивался с суицидальными мыслями и попытками совершить самоубийство, как он отметил в своей песне "Better Save Yourself".

### Смерть
27 декабря 1978 года Крис Белл погиб, когда в час ночи потерял управление своим спортивным автомобилем Triumph TR7. Он возвращался домой после репетиции с группой. Автомобиль столкнулся с деревянным столбом у дороги, который упал и на месте убил его. В момент аварии ему было 27 лет. Похороны состоялись на следующий день.